# Robersonville
Robersonville est une ville américaine située dans le comté de Martin dans l'État de Caroline du Nord. En 2010, sa population était de 1 488 habitants.

## Démographie
| 1880 | 1890 | 1900 | 1910 | 1920  | 1930  |
| ---- | ---- | ---- | ---- | ----- | ----- |
| 148  | 228  | 275  | 616  | 1 199 | 1 181 |

| 1940  | 1950  | 1960  | 1970  | 1980  | 1990  |
| ----- | ----- | ----- | ----- | ----- | ----- |
| 1 407 | 1 414 | 1 684 | 1 910 | 1 981 | 1 940 |

| 2000  | 2010  | - | - | - | - |
| ----- | ----- | - | - | - | - |
| 1 731 | 1 488 | - | - | - | - |

## Source de la traduction
- (en) Cet article est partiellement ou en totalité issu de l’article de Wikipédia en anglais intitulé « Robersonville, North Carolina » (voir la liste des auteurs).